# Bistum Kwito-Bié
Das in Angola gelegen Bistum Kwito-Bié (lat.: Dioecesis Kvitobiensis) wurde am 4. September 1940 aus dem Bistum Angole e Congo herausgetrennt und erhielt den Namen Silva Porto.
Dem Erzbistum Luanda als Suffragan unterstehend, zählte es 1950 63.536 Katholiken (6,7 %) in 2 Pfarreien mit 46 Ordenspriestern und 15 Ordensschwestern.
Am 15. November 1957 einige Gebiete zur Begründung des Bistums Malanje abgebend, worauf am 1. Mai 1963 noch weitere für das neue Bistum Luso folgten, zählte 2002 das 71.000 km² große Bistum 432.626 Katholiken (43,3 %) in 11 Pfarreien mit 13 Diözesanpriestern, 4 Ordenspriestern und 7 Ordensschwestern.
Bereits 1977 in die Kirchenprovinz des Erzbistums Huambo übergewechselt, wechselte das Bistum Silva Porto am 16. Mai 1979 seinen Namen auf Kwito-Bié und verlegte seinen Sitz nach Kuito-Bie.

## Bischöfe
- Antonio Ildefonso dos Santos Silva OSB (1941–1958)
- Manuel António Pires (1958–1979)
- Pedro Luís António (1979–1997)
- José Nambi (1997–2022)
- Vicente Sanombo (seit 2024)